# Reino de Viken
El reino de Viken, también Vika es el nombre de una región histórica al sureste del país, antiguo reino de Noruega, Dinamarca y Suecia a lo largo de su historia, que comprendía el área de Oslofjord y Skagerrak, el estrecho entre Noruega, la costa suroeste de Suecia y la península danesa de Jutlandia.

## Etimología
Viken deriva posiblemente de la palabra vík o víkin en nórdico antiguo, que significa bahía pequeña, cala o entrada.
Algunas teorías han vinculado la palabra vikingo como variante de aquel lugar, significando «una persona de Viken». Según el argumento, un vikingo simplemente describe a una persona que procede de Viken, y que solo durante los últimos siglos fue identificada con los escandinavos de la Edad Media en general.

## Historia
Existe un punto de desacuerdo entre los historiadores modernos sobre las fronteras de Viken en la Era vikinga, pero es común entender que comprendía las provincias históricas de Vestfold, Østfold, Ranrike, Vingulmark, Grenland y Båhuslen.
Históricamente los reyes daneses dominaron el territorio. El poder noruego sobre Viken llegó con Olaf II de Noruega, debido a un agudo debilitamiento de la monarquía danesa. Olaf se declaró rey de Noruega en 1015 y consolidó su dominio de la nación en batalla, principalmente tras la batalla de Nesjar en 1016. El rey Olaf fundó la ciudad de Sarpsborg en Viken en 1016.